# モスラ (平成VSシリーズ)
モスラ (Mothra) は、東宝製作の怪獣映画に登場する架空の怪獣。本項目では、ゴジラ平成VSシリーズの第3作『ゴジラvsモスラ』（1992年）に登場するモスラおよび第5作『ゴジラvsスペースゴジラ』（1994年）に登場するフェアリーモスラを扱う。
『vsモスラ』に登場する亜種怪獣であるバトラについては、バトラ (ゴジラシリーズ)を参照。

## 『ゴジラvsモスラ』
地球の先住民族にしてインファント島の住民であるコスモスに守護神と崇められている、巨大生物。殺生を好まない優しい性格だが、コスモスを守るためであれば、徹底した攻撃も辞さない一面も持つ。同族だが傾向が異なるバトラとは、不本意ながら戦う運命にある。
幼虫の眼は青い。本作品以降、幼虫の尾の先端には3つに分かれた突起の真ん中に1本角が立っており、長く伸びている。幼虫の体や顔はツルッとした硬質な感じとなっている。成虫もぬいぐるみのように全体的に丸みを帯びたフォルムに変化している。目や頭部は真円（真球）に似た形状となっており、指も大きくなり、足も太く長くなっているが、飛行中には動かさない。
幼虫は、口から粘ついた繭糸を吐くが、ゴジラを翻弄するだけでなく、表皮から煙が上がるなど、一定のダメージを与えている。また、ゴジラの尻尾に浴びせた鋭い牙による噛みつき攻撃もかなり痛い様子で、抜群の威力ともいえる。
成虫は、触角から放つ超音波による強い振動を帯びた連射が可能な超音波光線（超音波ビーム）と鱗粉（モスラ鱗粉、電磁鱗粉、毒鱗粉）を武器とする。鱗粉が撒かれている間はその中に発生した電磁波があらゆる光線や熱線を乱反射させる性質を帯びており、内部からの熱線や外部からのビームも乱反射することにより、内部にいる対象を襲う。これによってゴジラは放射熱線を封じ込められたばかりか威力を逆利用され、さらにバトラのプリズム光線の連携攻撃にも遭い、敗退することとなる。コスモスは「モスラ最後の武器」と呼ぶ。また、飛翔時の旋風は周囲を破壊することもあり、バトラとの空中戦では横浜中華街に被害をもたらしている。バトラとの戦闘では、巨大な羽根によるチョップ攻撃も行っている。
1万2千年前にバトラを北の氷の海に沈める。その後年、現代においてインドネシア南方にて発生した巨大台風による暴風雨の影響でインファント島の地底から卵が露出し、島の開発を行っていた丸友観光によって日本へ曵航される途中に海上にて孵化する。孵化直前に出現したゴジラとの洋上における初戦では、ゴジラの放射熱線や体格差からも苦戦を強いられているところへバトラの乱入に遭い、インファント島へ帰還する。その後、丸友観光に拉致されたコスモスを追って日本を目指し、太平洋上にて自衛隊の火器攻撃を突破して東京湾から上陸し、コスモスの無事を赤坂にて確認すると国会議事堂に激突し、変態の態勢に入ると周囲に繭を張って深夜に羽化して成虫となる。
その後、横浜方面へ飛び立ち、同時期に成虫となったバトラと横浜上空での激戦を経て撃墜される。上陸してきたゴジラとの再戦では超音波ビームで攻撃し、バトラとの和解を経て共闘した末にゴジラを戦闘不能状態に追い込んで連れ去る。突如復活したゴジラにバトラを倒された後には、ゴジラを海底に封印エネルギーで縛りつけてバトラの使命を受け継ぎ、20世紀末に地球への激突が迫る巨大隕石の軌道を変更するため、宇宙へ旅立つ。その際、脚に付着していたゴジラ細胞が、後にスペースゴジラが誕生する一因となる。
- これまでのシリーズと直接のつながりはないが、関連書籍などでは4代目モスラ[出典 23]または五代目モスラ[51]と記述している。モスラ成虫の登場は、『ゴジラ・エビラ・モスラ 南海の大決闘』（1966年）以来となった[42]。
- 書籍『ゴジラ・デイズ』では、『モスラ』と『モスラ対ゴジラ』の両方の要素を取り入れた結果、幼虫から成虫へ成長するモスラと前作からの流れで善悪を超越した存在として描かれたゴジラとでは、対立軸が不十分であったと評している[52]。

### 制作
平成でのモスラの復活は、『ゴジラvsビオランテ』に続く作品として大森一樹による『モスラVSバガン』の脚本が執筆されていたが、興行上の懸念から『ゴジラvsキングギドラ』に改められた後、川北紘一によるプロット『ゴジラVSギガモス』を経て『ゴジラvsモスラ』として実現するに至った。『VSギガモス』にもモスラは登場しており、最後は悪のモスラであるギガモスと合体したモスラがゴジラを打破するという展開であった。『vsビオランテ』公開時のアンケートではモスラが女児人気1位となっていた。
東宝プロデューサーの田中友幸は、スタッフに対して本作品の主役はモスラであると述べており、脚本を担当した大森に対しても『モスラ』と『モスラ対ゴジラ』を一本にまとめることを要望していた。また、田中は強さを象徴するキングギドラに対し、優しさや美しさを魅力とするモスラとで、剛と柔のキャラクターの違いを活かすこと意図していた。本作品においては、インファント島の守護神というだけでなく、ガイア理論も取り入れた地球すべての生命の守護神と位置づけている。
国会議事堂にて羽化するシーンや宇宙へ旅立つというラストは、『モスラ』での没案を取り入れたものである。空港に降り立ったシーンも、『モスラ』での同シーンのリメイクである。大森による初期プロットでは、羽化はヨコハマグランドインターコンチネンタルホテルや横浜ランドマークタワー付近、決定稿ではモスラが旅立つ場所は大黒埠頭となっていた。
生頼範義によるポスターイラストでは、劇中と異なり卵から2匹の幼虫が現れる様子が描かれている。これは、『VSギガモス』でモスラとギガモスが同じ卵から生まれるという設定に基づいたものであった。川北は、生頼への依頼時点で脚本が完成していなかったため、プロットをもとにしたと述べている。
当初は大型化したゴジラや建物に合わせた大きさが想定されていたが、その比率で造形した場合には撮影に不都合であったため、それぞれ造形物の撮影での都合を優先して大きさが決められていった。

### 造形
東宝映像美術や西川伸司によってデザイン画が描かれたが、基本的なデザインは初代に準じている。成虫の配色はより鮮やかなものとされた。また、足の指が3本になっている。幼虫は、西川のデザイン画での尾の先端の突起が採用されている。特技監督の川北紘一によれば、脚本の完成が遅れていたが、ゴジラとモスラが登場することは決まっていたため、予算や設定が決まる前にデザインワークを先行したという。また、川北は幼虫を白っぽい色から茶色へ徐々に変化させて成長の過程を克明に描写しようと考えていた。
造形はツエニー。同社代表の村瀬継蔵は1961年の『モスラ』や『モスラ対ゴジラ』でもモスラの造形を行っており、本作品でもそのノウハウが活かされた。成虫・幼虫とも東宝特殊美術部から発注を受けたのはクランク・インのわずか1か月前だったが、村瀬は年明けに川北からデザイン画を受け取って準備を始めていたおかげで、なんとかこれに間に合わせたと語っている。また、村瀬は旧作とイメージを変えず、向上した技術を用いることによってクオリティが上がることを期待したという。川北は、モスラを造形できる技術を持った会社がツエニーだけであったとの旨を、村瀬に依頼した理由として挙げている。
西川は、生物感よりもファンタジー性を強調して象徴的に造形されたと評している。イラストレーターの青井邦夫により、翼が可変するものや発光して飛ぶものなどの案も描かれていたが、採用には至らなかった。
幼虫
幼虫は、自走式の車輪メカニックを内蔵した8尺（2.4メートル）サイズと5尺（1.6メートル）サイズの大小2種が作られた。主に、前者は東京の陸用、後者は海用に用いられた。特殊効果の渡辺忠昭は、初代のように小サイズで自走するものや中に人間が入るものなどを提案したが、それぞれに合わせたセットを用意しなければならなくなるため、却下された。
自走式のものは節ごとに作られており、それぞれに台車をとりつけている。しかし、それにより方向が定めづらく、ミニチュアのビルにぶつかってしまうことが多かった。操演助手の白石雅彦は、最終的にギミックは使わず、すべて操演で動かしていたと証言している。自走式の大きさは、高速道路のセットよりも大きくしようという意図から初代のものよりも大型化していたが、美術の大澤哲三は幼虫がビル街を這っていても上からでなければ見えなかったといい、現代のセットには合っていなかったと述べている。
国会議事堂のシーンでもピアノ線による操演を予定していたが、重量が大きかったことと、口から吐く糸にライティングを行うためにピアノ線を合成などで消せないことなどから断念し、内蔵メカを外した自走式の造形物の中から助監督の神谷誠が動かすという手法がとられた。
海用の造形物は一体成型で作られたが、ボディを曲げることができる。こちらの頭部は、鎌首をもたげた様子を強調するためにややディフォルメされている。ウレタンを使用すると水を吸ってしまうため、内部は空洞になっている。炎上する海を進むシーンでは、耐火耐熱用のコーティングが施された。
卵から孵化するシーンや赤坂でのホテルの窓に映る合成シーンでは、ギニョールを用いている。助監督の鈴木健二は、重量があることから腕力と演技力を要したと述懐している。
幼虫が噴き出す糸は、発泡スチロールの細かい粉を吹かせる手法で表現した。特殊効果の久米攻は、旧作で用いていたゴム糊は黄色っぽかったため、白い素材を探したと述べている。また、特殊効果の渡辺忠昭や助監督の鈴木は、ゴム糊はベタつくために速乾性の素材が考案されたと証言している。撮影を担当した江口憲一は、旧作とは透明度が異なり、逆光を当てると本物の絹のようであったと評している。他の素材ではセルロースの方が美しかったが、引火する可能性が高いことから危険と判断された。
また、前半分のみのギニョールモデルも製作され、細かな演技に使用された。5尺サイズのものは東京シーンで多用され、関節運動も再現されている。海上でのバトラやゴジラと絡んだ5尺サイズの操演用モデルの口は、差し替え式となっている。
村瀬は幼虫の体表のテカリを表現するため、『モスラ対ゴジラ』で使用したビニールゾルによる表面塗膜を、本作品でも再使用している。

成虫
成虫は、ラジコンで各部が動く翼長が10尺（3.5メートル）あるメインのものと、3尺（1メートル）の大小2種が作られた。主に、前者はゴジラとの対決シーン、後者はバトラとの空中戦や遠景で用いられた。当初想定していた大きさでは、カメラに収まりきらず、荷重も大きくなるため、一回り小さいものとなった。
体毛は手作業で貼り付けている。羽根は工場に依頼して電気植毛で処理している。染色は、初代のような手作業ではなく、専門の業者によって行われた。
複眼には透明なポリカーボを用いており、裏側から穴を開けた後、熱処理で丸くしている。川北は、初代よりも目を大きくし、位置を離すことで可愛らしさを意図したという。一方、村瀬は周囲から「かわいい」と好評であったものの、機械的な加工を行ったため、生物的な仕上がりにはならなかったと述懐している。
翼には、特殊樹脂製の釣り竿（グラスロッド）が芯に使われている。グラスロッドは、素材の向上によって骨組みの内側のみならず外側にも使われ、可動部分も蝶番ではなくシリコン製のリングになったため、村瀬は壊れずメンテナンスも楽であったと述べている。当初はカーボンロッドを用いることが検討されて試作も行われたが、衝撃に弱くネジをきつく締めただけで割れてしまったという。羽化するシーンでの翼は、大サイズの軟質素材のものに差し替えており、内部に芯を入れていない。
足は着脱式となっており、可動式とバネ式の2種類が用意された。
操演に用いるワイヤーは、胴体に3本、羽根に2本となっており、多数のピアノ線を用いていた昭和期よりも大幅に減少している。川北は、操演についてスピード感と翼の動き、埃の舞い上がり方などがなかなか合致しなかったと苦労した旨を語っている。
首の稼働には、1個4万円のサーボモータが用いられていたが、電流が流れたままゴジラにぶつかると一瞬で壊れてしまったという。10尺モデルはその他にも口と羽がラジコンで可動し、3尺モデルはモーターで羽ばたく。羽は差し替え式で、登場時の柔らかいものがある。
鱗粉（）には、金粉が使われた。口はFRP製。
繭内部の影にはカポック製の造形物が用いられ、その後にこれを改良したものが繭から孵化するシーンにも用いられた。照明技師の斉藤薫によれば、当初は繭の中にライトを仕込んで発光させる予定であったが変更になり、カポックで即席のダミーを作って対応したものであったという。鈴木は、実物を見てもこれがモスラだとは思わないだろうと述懐している。
後年、小サイズと同じ工程によるレプリカが制作された。大サイズも、ツエニーにより昭和版とVS版の要素を併せ持った展示用モデルが制作されている。

その他
卵の造形物は、誕生シーン用と曵航シーン用の2種類が作られた。FRP製の前者は、1.3メートルほどの大きさで、幼虫が顔を出すための穴が開けられている。後者は、実際にプールに浮かべると単体で見たときと色彩のバランスが異なってしまっていたため、撮影初日から半日かけて模様を修正することとなった。本編撮影では、殻の一部を実物大セットで撮影している。
繭も2種類制作されていたが、一方は予備として未使用に終わった。こちらはグラスファイバー製で、成虫の出る箇所が開けられている。

### 演出・撮影
卵を浮きドックで運ぶ描写は、『キングコング対ゴジラ』でのキングコングを筏で運ぶ描写をオマージュしている。準備稿では、気球で卵を吊るして運ぶという案であったが、これに納得しなかった川北によって浮きドックが提案された。劇中で浮きドックへ卵を乗せた方法については明らかになっていない。
幼虫とゴジラの戦闘シーンは、戦力差が明らかであるため、幼虫が水中に隠れたり船を盾にしたりするなど、コミカルな動きやテンポ感で演出している。幼虫が泳ぐシーンでは、エアシリンダーを用いて上下に動かしているが、幼虫を支える鉄骨が水の抵抗によって折れ曲がってしまうアクシデントも起こった。そのほか、幼虫の節々から水が吹き出してしまうなど、アクシデントが相次いだ。ゴジラとの絡みではギニョールも用いられたが、水中での使用を想定したものではなかったため、形状が変形してしまっている。上下動のシリンダーは、その後バトラ幼虫の撮影にも用いられた。
幼虫が東京に出現したシーンでは、東京タワーの下を進む描写も合成によって用意されていたが、カットされた。川北は、上陸シーンでも東京タワーを入れ込んだカットが欲しかったとも述べている。
川北は、羽化のシーンでは蛾の教材ビデオを参考にしている。繭から出る描写は、旧作では鳥が卵の殻を破るような表現となっていたが、本作品では実際の蚕の動きに基づいて糸を引くような演出としている。CGでの描写も用意されていたが、最終的には操演のみでの表現となっており、川北は「CGではまだ感情表現がうまくいっていなかった」「（操演の方が）羽根のしなりや生物感が勝っていた」と述べている。村瀬はこのシーンの発注を一度は断ったが、懇願されてやってみたら想像以上にうまくいったと語っている。白石は、CG用の当たり素材という認識であったため、肩の力が抜けてうまくいったと述懐している。また、羽化時に鱗粉を拭き上げる描写について川北は、ゴジラへ鱗粉攻撃を行うことの伏線であったと述べている。
飛行シーンは、前作でもワンカットだけ用いられた空撮した実景への合成が大々的に行われた。撮影の江口憲一は、当時はデジタル合成ではなく、防振装置もなかったことから合成には苦労したが、飛びものだからなんとかなったと述懐している。
川北は、みなとみらいのシーンではモスラとバトラの2体を操演するだけでも苦労し、それを画にしなければならず苦労したと述懐している。また、クローズアップ用のギミックやギニョールなども必要だったかもしれないことを反省点として述べている。
川北は、巨大ならあまり羽ばたかないだろうという考えから、成虫の優雅な飛行を演出したが、後年のインタビューでは前作でのキングギドラのように緩急をつけるべきであったと述懐している。また、ストーリー展開や羽化の描写などに集中していたため、昭和シリーズのような羽ばたきによる地上への影響の描写がなかった点を反省点に挙げている。モスラが宇宙を飛ぶラストシーンでは、真空で羽ばたくのは不自然であるとしつつも羽ばたかなければモスラらしくないとの考えから、太陽風を受けているとのイメージで演出している。大森はこのシーンについて、テレビアニメ『鉄腕アトム』の最終回や『空の大怪獣 ラドン』のような悲壮感のある結末をイメージしていたが、完成作品では情緒的な描写になっていたことが不満点であったと語っている。
成虫の毛は、撮影時の弾着によってパンチパーマ状になってしまうため、助監督の近藤孔明は毛をとかす作業が欠かせなかったことを述懐している。
光線の描写は脚本の段階から描写されていたものであり、前作で光線の応酬を描いた川北もこれはやりすぎではないかと感じたという。一方、『モスラ』や昭和ゴジラシリーズの監督を務めた本多猪四郎は、試写で本作品を鑑賞した結果、その都度新しいものを取り入れていくことがSFには必要であると述べたほか、モスラが光線を出すことには肯定的な見解を示していた。
鱗粉でゴジラの熱線を反射するという設定は、デザイナーの青井邦夫が『vsビオランテ』でのスーパーX2のファイヤーミラーの設定から発想したものであり、鱗粉をチャフと想定している。川北はこのシーンの演出について、理屈よりもビジュアルで見せようという意図が強かったと述べている。
成虫が横浜ベイブリッジの下をくぐるという想定で、ボートやヘリによる主観カットが撮影されていた。
ゴジラとバトラを封印する際の紋章は、脚本では両者が沈んだ際の水しぶきが光の粒子になって描かれるという描写であったが、映像ではモスラが鱗粉を用いて主体的に作るかたちとしている。川北は、観客がモスラやバトラに感情移入できるよう意図したといい、映画『連合艦隊』で戦艦大和を見送る零戦のイメージもあったという。一方で、バトラを離す直前のモスラにタメがあっても良かったがカットが短かったので非情な描写になってしまっていたといい、怪獣での感情表現の難しさも語っている。

## フェアリーモスラ
『ゴジラvsスペースゴジラ』に登場。妖精モスラ（）とも表記される。
『ゴジラvsモスラ』で宇宙へ飛び立ったモスラがスペースゴジラの脅威を知らせようと地球へ派遣した、小形でやや可愛い成虫の姿をした実体はないと思われる一種の思念またはエネルギー体。本編の登場人物でその姿を視認できるのは、超能力者の三枝未希のみであり、スペースゴジラが迫っていることをコスモスの姿に変化して未希に説いた後、バース島では彼女の心情に寄り添って地球の心と価値を一つにすることを説く。

### 制作（フェアリー）
特技監督の川北紘一は、本作品はVSシリーズのいいとこ取りのため、登場させるのは当然であったと述べている。
デザイン
デザインは西川伸司。西川によれば、マケットの制作が先行していたが、川北からハチのような感じなのでモスラに見えるよう修正を依頼されたという。頭や眼を大きくするなどディフォルメしている一方、脚は長めに描いていた。デザイン画としては、パソコンで初めて彩色された。モンスターズの若狭新一によれば、川北はリトルゴジラに相当するモスラのディフォルメキャラクターと想定していたと述べているが、最終的にデザイン自体はほとんど変えなかったとも述べている。着色されたデザイン画では目が青かったが、造形では緑となった。

造型
造形製作はレプリカ。当初はモンスターズによってマケットも制作されていたが、スペースゴジラとリトルゴジラの担当でスタッフが現場へ入っていたため、レプリカに引き継がれた。
造形物は実物大のもののみで、眼の発光や翼の可動などのギミックを備える。小ささゆえ、羽ばたきなどの操演は難度が高かったという。当初は俳優と絡めて撮影される予定であったが、最終的には合成によって処理されたため、実物大である必要はなくなってしまった。
その後、造形物は2021年時点で川北率いるドリームプラネットジャパンが保管していることが確認されている。

## 備考
2023年に展開されたゴジラシリーズとテレビアニメ『呪術廻戦』の初コラボレーショングッズのうち、モスラについてはVSシリーズ版に準じたデザインで描かれている（相手は狗巻棘）。